# Куинагак
Куинагак (англ. Quinhagak, центр. юпик Kuinerraq) — город в зоне переписи населения Бетел, штат Аляска, США. Население по данным переписи 2010 года составляет 669 человек.

## География
Расположен на берегу реки Канекток, примерно в 1 миле от места впадения её в залив Кускокуим Берингова моря, в 121 км к юго-западу от города Бетел. Площадь города составляет 13,6 км², из них суша — 12,1 км² и водные поверхности — 1,5 км².

## История
Город был инкорпорирован 13 февраля 1975 года.

## Население
По данным переписи 2000 года, население города составляло 555 человек. Расовый состав: коренные американцы — 96,04 %; белые — 2,70 % и представители двух и более рас — 1,26 %.
Из 137 домашних хозяйств в 50,4 % — воспитывали детей в возрасте до 18 лет, 56,2 % представляли собой совместно проживающие супружеские пары, в 12,4 % семей женщины проживали без мужей, 16,8 % не имели семьи. 12,4 % от общего числа домохозяйств на момент переписи жили самостоятельно, при этом 1,5 % составили одинокие пожилые люди в возрасте 65 лет и старше. В среднем домашнее хозяйство ведут 4,05 человек, а средний размер семьи — 4,52 человек.
Доля лиц в возрасте младше 18 лет — 37,1 %; лиц в возрасте от 18 до 24 лет — 9,5 %; от 25 до 44 лет — 29,5 %; от 45 до 64 лет — 16,0 % и лиц старше 65 лет — 7,7 %. Средний возраст населения — 27 лет. На каждые 100 женщин приходится 109,4 мужчины; на каждые 100 женщин в возрасте старше 18 лет — 115,4 мужчины.
Средний доход на совместное хозяйство — $25 156; средний доход на семью — $25 313. Средний доход на душу населения — $8127.
Динамика численности населения города по годам:
| 1910 | 1920 | 1930 | 1980 | 1990 | 2000 | 2010 |
| ---- | ---- | ---- | ---- | ---- | ---- | ---- |
| 111  | 193  | 230  | 412  | 501  | 555  | 669  |

## Экономика
В Куинагаке развита рыбная и рыбоконсервная промышленность. Во время летнего сезона ловли лосося население города увеличивается, так как работники из других деревень региона приезжают сюда на заработки. Многие жители живут за счёт натурального хозяйства, основанного на охоте, рыболовстве и сборе ягод.